# Millen (Georgia)
Millen – miasto w Stanach Zjednoczonych, w stanie Georgia, siedziba administracyjna hrabstwa Jenkins.